# Stade d'Honneur
El Stade d'Honneur (en árabe: الملعب الشرفي‎; en español: Estadio de Honor), es un estadio multiusos de la ciudad de Oujda, Marruecos. El estadio fue inaugurado en 1976 y posee una capacidad de 19800 espectadores sentados y en él disputa sus partidos como local el equipo de fútbol de la ciudad, el Mouloudia d'Oujda de la Liga marroquí de fútbol.